# HD 222377
HD 222377，又名BD+08 5095，SAO 128309、HR 8970，是一颗恒星，视星等为5.97，位于銀經95.27，銀緯-49.31，其B1900.0坐标为赤經23h 34m 49.2s，赤緯+9° -49.31′ 24″。